# دارا سينغ
دارا سينغ (بالإنجليزية: Dara Singh)‏ (و. 1928 – 2012 م) هو ممثل، ومخرج سينمائي، وسياسي، ومنتج أفلام من الهند . ولد في بنجاب . تولى منصب عضو راجيا سابها .
وهو عضو في بهاراتيا جاناتا .
توفي في مومباي .

## روابط خارجية
- دارا سينغ على موقع IMDb (الإنجليزية)
- دارا سينغ على موقع أول موفي (الإنجليزية)
- دارا سينغ على موقع إن إن دي بي (الإنجليزية)
- دارا سينغ على موقع قاعدة بيانات الفيلم (الإنجليزية)
- دارا سينغ على موقع كينوبويسك (الروسية)
- دارا سينغ على موقع دبليو دبليو إي (الإنجليزية)
- دارا سينغ على موقع قاعدة بيانات المصارعة على الإنترنت (الإنجليزية)